# مورچه‌گیرک کنارسفید شمالی
مورچه‌گیرک کنارسفید شمالی (نام علمی: Formicivora intermedia) نام یک گونه از سرده مورچه‌اوبارها است.